# Mazaly Aguilar
Mazaly Aguilar Pinar (Cuenca, 20 settembre 1949) è una politica spagnola, europarlamentare nella IX legislatura.

## Biografia
Economista, nel 2015 ha aderito a  Vox. 
Nel 2019 è eletta europarlamentare nelle liste di Vox. È vice presidente della Commissione agricoltura del Parlamento europeo.
È vice segretaria del suo partito con delega alle relazioni istituzionali.